# Смородина моховая
Сморо́дина лежа́чая, или Смородина мохова́я, или Мохо́вка (лат. Rībes procūmbens) — кустарник, вид растений рода Смородина (Ribes) семейства Крыжовниковые (Grossulariaceae). Пищевое и декоративное растение.

## Ареал
Растёт в России по всей Сибири и Дальнему Востоку, а также в Китае и Корее по берегам рек и ручьёв, в лесах, болотах, на влажных каменистых почвах, покрытых мхами. B отличие от других видов дикорастущей смородины имеет чрезвычайно большой ареал распространения, от Алтая через всю Сибирь и Дальний Восток до Камчатки включительно, заходя далеко на север. В Восточно-Сибирском крае распространена повсеместно.:114 Встречается даже в Магаданской области, где произрастает в приморском районе Охотского побережья, обнаружена по реке Магаданке, а также встречается по ключам реки Колымы, в районе рек Кулу, Буюнды и других. В условиях севера растёт по каменистым почвам, прикрытым болотными мхами, и представляет собой небольшой стелющийся кустарник, поднимающийся в высоту не более 20-30 сантиметров.:102 Чаще всего занимает неугодья, встречается на местах высоких и мокрых, в колках.

## Ботаническое описание
Низкий (до 25 см высотой) листопадный кустарник, местами образующий сплошные заросли вдоль ручьёв и речушек.
Побеги распростёртые, стелющиеся, легко укореняющиеся, с блестящей золотистой корой, покрытой редкими точечными желёзками.
Листья округлого или округло-почковидного очертания, 3—5-лопастные, до 8 см в поперечнике, с усечённым или сердцевидным основанием. Листовая пластинка голая, сверху тёмно-зелёного цвета, снизу более светлая, осенью листья становятся жёлто-оранжевыми. Имеют при растирании специфический приятный запах, такой же как у чёрной смородины.
Цветки собраны в короткие кисти по 6—10 штук, чашелистики пурпурные, лепестки белого цвета. Время цветения — июнь.
Плоды — бурые шаровидные ягоды диаметром до 13 мм, ароматные, на вкус кисло-сладкие. Созревают в июле — августе.
В условиях дождливого муссонного климата Дальнего Востока весь урожай поспевшей моховки часто просто может быть смыт поднявшейся водой ручьёв, по берегам которых она растёт.
В начале 1950-х годов на Алтае были отмечены случаи естественной гибридизации между моховой и чёрной смородинами. При этом смешение происходит несимметрично: гибридные растения значительно чаще встречаются среди куртин моховой смородины и реже среди зарослей смородины чёрной. Отмечалось, что по морфологическим признакам гибридные формы в целом совмещают признаки исходных видов.:116 Именно такие натургибриды возглавили список селекционного материала для создания в 1960-е годы новых высокопродуктивных сортов чёрной смородины, — как один из путей вовлечения в культуру хозяйственно ценных дикорастущих видов, трудно поддающихся переносу.:115

## Применение
Ягоды моховки используют аналогично ягодам крыжовника: их едят в свежем виде, делают из них варенье, наливки. Как и крыжовник, ягоды смородины моховой предпочтительнее употреблять в свежем виде. К сожалению, спелые ягоды малотранспортабельны, поскольку имеют тонкую кожицу.
В условиях Москвы и Санкт-Петербурга смородина лежачая цветёт обильно, но урожайность небольшая и плодоношение нерегулярное. Основным препятствием для введения смородины моховой в культуру стали специфические условия её природного обитания — в торфяных субстратах в присутствии проточной воды. Прежде всего, по этой причине прямой перенос моховой смородины в культуру оказался трудным и малоэффективным.:115
Иногда смородину лежачую выращивают в качестве неприхотливого декоративного растения.
Смородина моховая послужила исходным материалом для многих культурных сортов чёрной смородины, возникших путём межвидовой гибридизации. Основное её достоинство, которое послужило отправной точкой для подобной селекционной работы — это ягоды исключительно высокого вкусового качества, отвечающего требованиям, предъявляемым к десертным сортам чёрной смородины.:115